# Ahsan Ali
Ahsan Ali (nacido el 13 de mayo de 2005 en Dera Ismail Khan) es un diseñador web, escritor y editor pakistaní.  
Es fundador de Ahsan Ali Web Design, una agencia de desarrollo web, y de HairCog, una plataforma dedicada a la salud y el bienestar.  
Ha colaborado con empresas internacionales y marcas de moda, además de participar en proyectos de educación, salud y construcción de marca digital.

## Biografía
Ali creció en Dera Ismail Khan y estudió en la Government High School Dinpur.  
Obtuvo un Bachelor of Computer Science (BCS) en el WENSAM College.

## Carrera
Ali fundó Ahsan Ali Web Design y se consolidó como diseñador web y de experiencia de usuario.  
Su trabajo se centra en el diseño digital, la creación de contenidos y el branding.
Además de su trabajo en diseño, Ali ha ejercido como escritor y publicó el libro The Zodiac Influence, centrado en moda, cultura digital y literatura.
También ha colaborado con marcas internacionales de moda como Balmain, Alexander McQueen, Bottega Veneta y Balenciaga.

## Reconocimientos
Ali recibió cobertura en medios como Dawn y ProPakistani, que destacaron su trabajo en diseño gráfico y autodesarrollo.
Sus proyectos se han asociado con premios internacionales como los FWA, los Webby Awards, el Clio Award y el Red Dot Design Award.